# Tony Awards 1984
Die Verleihung der 38. Tony Awards 1984 (38th Annual Tony Awards) fand am 3. Juni 1984 im Gershwin Theatre in New York City statt. Moderatoren der Veranstaltung waren Julie Andrews und Robert Preston, als Laudatoren und Darsteller fungierten Carol Channing, Marilyn Cooper, Nancy Dussault, Robert Goulet, Robert Guillaume, Dustin Hoffman, Beth Howland, Larry Kert, Michele Lee, Dorothy Loudon, Shirley MacLaine, Liza Minnelli, Mary Tyler Moore, Anita Morris, Bernadette Peters, Anthony Quinn, Tony Randall, Tony Roberts, Chita Rivera, Leslie Uggams, Gwen Verdon, Raquel Welch. Ausgezeichnet wurden Theaterstücke und Musicals der Saison 1983/84, die am Broadway ihre Erstaufführung hatten. Die Preisverleihung wurde von Columbia Broadcasting System im Fernsehen übertragen.

## Hintergrund
Die Antoinette Perry Awards for Excellence in Theatre, oder besser bekannt als Tony Awards, werden seit 1947 jährlich in zahlreichen Kategorien für herausragende Leistungen bei Broadway-Produktionen und -Aufführungen der letzten Theatersaison vergeben. Zusätzlich werden verschiedene Sonderpreise, z. B. der Regional Theatre Tony Award, verliehen. Benannt ist die Auszeichnung nach Antoinette Perry. Sie war 1940 Mitbegründerin des wiederbelebten und überarbeiteten American Theatre Wing (ATW). Die Preise wurden nach ihrem Tod im Jahr 1946 vom ATW zu ihrem Gedenken gestiftet und werden bei einer jährlichen Zeremonie in New York City überreicht.

## Gewinner und Nominierte

### Theaterstücke
| Kategorie                            | Preisträger        | Theaterstück                         | Nominierungen |
| Bestes Theaterstück                  | Tom Stoppard       | The Real Thing                       | - Glengarry Glen Ross – David Mamet - Noises Off – Michael Frayn - Play Memory – Joanna Glass                                                                                    |
| Bester Hauptdarsteller Theaterstück  | Jeremy Irons       | The Real Thing als Henry             | - Calvin Levels in Open Admissions als Calvin Jefferson - Rex Harrison in Heartbreak House als Captain Shotover - Ian McKellen in Ian McKellen Acting Shakespeare als Darsteller |
| Beste Hauptdarstellerin Theaterstück | Glenn Close        | The Real Thing als Annie             | - Rosemary Harris in Heartbreak House als Hesione Hushabye - Linda Hunt in End of the World als Audrey Wood - Kate Nelligan in A Moon for the Misbegotten als Josie Hogan        |
| Bester Nebendarsteller Theaterstück  | Joe Mantegna       | Glengarry Glen Ross als Richard Roma | - Philip Bosco in Heartbreak House als Boss Mangan - Robert Prosky in Glengarry Glen Ross als Shelly Levene - Douglas Seale in Noises Off als Selsdon Mowbray                    |
| Beste Nebendarstellerin Theaterstück | Christine Baranski | The Real Thing als Charlotte         | - Jo Henderson in Play Memory als Ruth MacMillan - Dana Ivey in Heartbreak House als Lady Utterword - Deborah Rush in Noises Off als Brooke Ashton                               |
| Beste Theaterregie                   | Mike Nichols       | The Real Thing                       | - Michael Blakemore – Noises Off - David Leveaux – A Moon for the Misbegotten - Gregory Mosher – Glengarry Glen Ross                                                             |

### Musicals
| Kategorie                       | Preisträger                                                    | Musical                      | Nominierungen |
| Bestes Musical                  | Jerry Herman (Musik und Liedtexte) und Harvey Fierstein (Buch) | La Cage aux Folles           | - Baby - Sunday in the Park with George - The Tap Dance Kid |
| Bester Hauptdarsteller Musical  | George Hearn                                                   | La Cage aux Folles als Albin | - Gene Barry in La Cage aux Folles als Georges - Ron Moody in Oliver! als Fagin - Mandy Patinkin in Sunday in the Park with George als George                                                        |
| Beste Hauptdarstellerin Musical | Chita Rivera                                                   | The Rink als Anna            | - Rhetta Hughes in Amen Corner als Sister Margaret Alexander - Liza Minnelli in The Rink als Angel - Bernadette Peters in Sunday in the Park with George als Dot/Marie                               |
| Bester Nebendarsteller Musical  | Hinton Battle                                                  | The Tap Dance Kid as Dipsey  | - Stephen Geoffreys in The Human Comedy als Homer - Todd Graff in Baby als Danny - Samuel E. Wright in The Tap Dance Kid als William                                                                 |
| Beste Nebendarstellerin Musical | Lila Kedrova                                                   | Zorba als Madame Hortense    | - Martine Allard in The Tap Dance Kid als Emma - Liz Callaway in Baby als Lizzie Fields - Dana Ivey in Sunday in the Park with George als Yvonne/Naomi Eisen                                         |
| Bestes Musicallibretto          | Harvey Fierstein                                               | La Cage aux Folles           | - Sybille Pearson – Baby - James Lapine – Sunday in the Park with George - Charles Blackwell – The Tap Dance Kid                                                                                     |
| Beste Originalmusik             | Jerry Herman (Musik und Liedtexte)                             | La Cage aux Folles           | - Baby – David Shire (Musik) und Richard Maltby, Jr. (Liedtexte) - The Rink – John Kander (Musik) und Fred Ebb (Liedtexte) - Sunday in the Park with George – Stephen Sondheim (Musik und Liedtexte) |
| Beste Musicalregie              | Arthur Laurents                                                | La Cage aux Folles           | - James Lapine – Sunday in the Park with George - Richard Maltby, Jr. – Baby - Vivian Matalon – The Tap Dance Kid                                                                                    |

### Theaterstücke oder Musicals
| Kategorie            | Preisträger        | Theaterstück bzw. Musical      | Nominierungen |
| Bestes Bühnenbild    | Tony Straiges      | Sunday in the Park with George | - Clarke Dunham – End of the World - Peter Larkin – The Rink - Tony Walton – The Real Thing                                                   |
| Beste Choreographie  | Danny Daniels      | The Tap Dance Kid              | - Wayne Cilento – Baby - Graciela Daniele – The Rink - Scott Salmon – La Cage aux Folles                                                      |
| Beste Kostüme        | Theoni V. Aldredge | La Cage aux Folles             | - Jane Greenwood – Heartbreak House - Anthea Sylbert – The Real Thing - Patricia Zipprodt und Ann Hould-Ward – Sunday in the Park with George |
| Bestes Lichtdesign   | Richard Nelson     | Sunday in the Park with George | - Ken Billington – End of the World - Jules Fisher – La Cage aux Folles - Marc B. Weiss – A Moon for the Misbegotten                          |
| Beste Wiederaufnahme | Arthur Miller      | Death of a Salesman            | - American Buffalo - Heartbreak House - A Moon for the Misbegotten                                                                            |

### Sonderpreise (ohne Wettbewerb)
| Kategorie              | Preisträger                               | Grund der Preisverleihung                                        |
| Regional Theatre Award | Old Globe Theatre, San Diego, Kalifornien |                                                                  |
| Special Tony Award     | La tragédie de Carmen                     | Für herausragende Leistungen im Musiktheater                     |
| Special Tony Award     | Peter Feller                              | Für seine vierzigjährige Beschäftigung mit Bühnenkunst und Magie |
| Special Tony Award     | A Chorus Line                             | Als am längsten laufendes Musical am Broadway                    |
| Special Tony Award     | Al Hirschfeld                             | Brooks Atkinson Award for Lifetime Achievement in the Theatre    |

## Statistik

### Mehrfache Nominierungen
- 10 Nominierungen: Sunday in the Park with George
- 9 Nominierungen: La Cage aux Folles
- 7 Nominierungen: Baby, The Real Thing und The Tap Dance Kid
- 6 Nominierungen: Heartbreak House
- 5 Nominierungen: The Rink
- 4 Nominierungen: Glengarry Glen Ross, A Moon for the Misbegotten und Noises Off
- 3 Nominierungen: End of the World
- 2 Nominierungen: Play Memory

### Mehrfache Gewinne
- 6 Gewinne: La Cage aux Folles
- 5 Gewinne: The Real Thing
- 2 Gewinne:  Sunday in the Park with George und The Tap Dance Kid